# ناحیه وودلند، شهرستان فولتن، ایلینوی
ناحیه وودلند (به انگلیسی: Woodland Township) یک منطقهٔ مسکونی در ایالات متحده آمریکا است که در شهرستان فولتن، ایلینوی واقع شده‌است. ناحیه وودلند ۱۸۱ متر بالاتر از سطح دریا واقع شده‌است.